# Raková u Konice
Raková u Konice (německy Groß Rakau) je obec v okrese Prostějov v Olomouckém kraji. Žije zde 204 obyvatel.

## Historie
První písemná zmínka o obci pochází z roku 1276 (de Racowe).

## Obyvatelstvo

### Struktura
Vývoj počtu obyvatel za celou obec i za jeho jednotlivé části uvádí tabulka níže, ve které se zobrazuje i příslušnost jednotlivých částí k obci či následné odtržení.
| Místní části   | Místní části         | 1869 | 1880 | 1890 | 1900 | 1910 | 1921 | 1930 | 1950 | 1961 | 1970 | 1980 | 1991 | 2001 | 2011 | 2021 |
| -------------- | -------------------- | ---- | ---- | ---- | ---- | ---- | ---- | ---- | ---- | ---- | ---- | ---- | ---- | ---- | ---- | ---- |
| Počet obyvatel | část Raková u Konice | 497  | 506  | 499  | 468  | 451  | 457  | 438  | 354  | 323  | 270  | 223  | 168  | 181  | 191  | 194  |
| Počet domů     | část Raková u Konice | 75   | 83   | 87   | 87   | 89   | 88   | 95   | 104  | 95   | 85   | 73   | 88   | 94   | 92   | 95   |

## Obecní správa
Mezi lety 1869–1980 Raková u Konice byla obcí v okrese Litovel (1869–1950) a později v okrese Prostějov. Od 1. července 1980 do 23. listopadu 1990 patřila jako část obce k Bohuslavicím a od 24. listopadu 1990 je opět samostatnou obcí.

### Obecní symboly
Znak a vlajka byly obci uděleny rozhodnutím předsedy Poslanecké sněmovny Parlamentu České republiky dne 13. listopadu 2002.

## Galerie

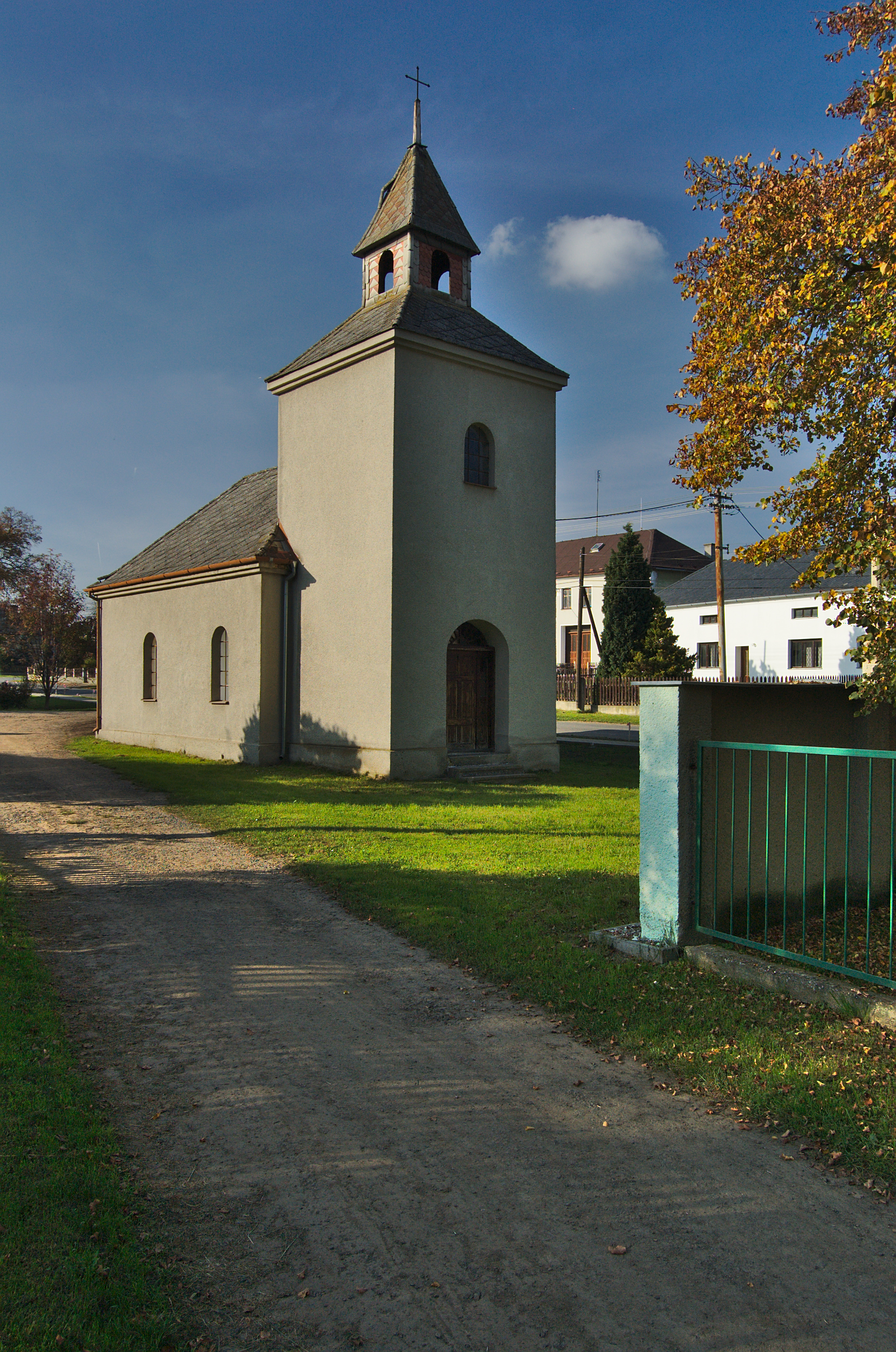
Kaple svaté Anny
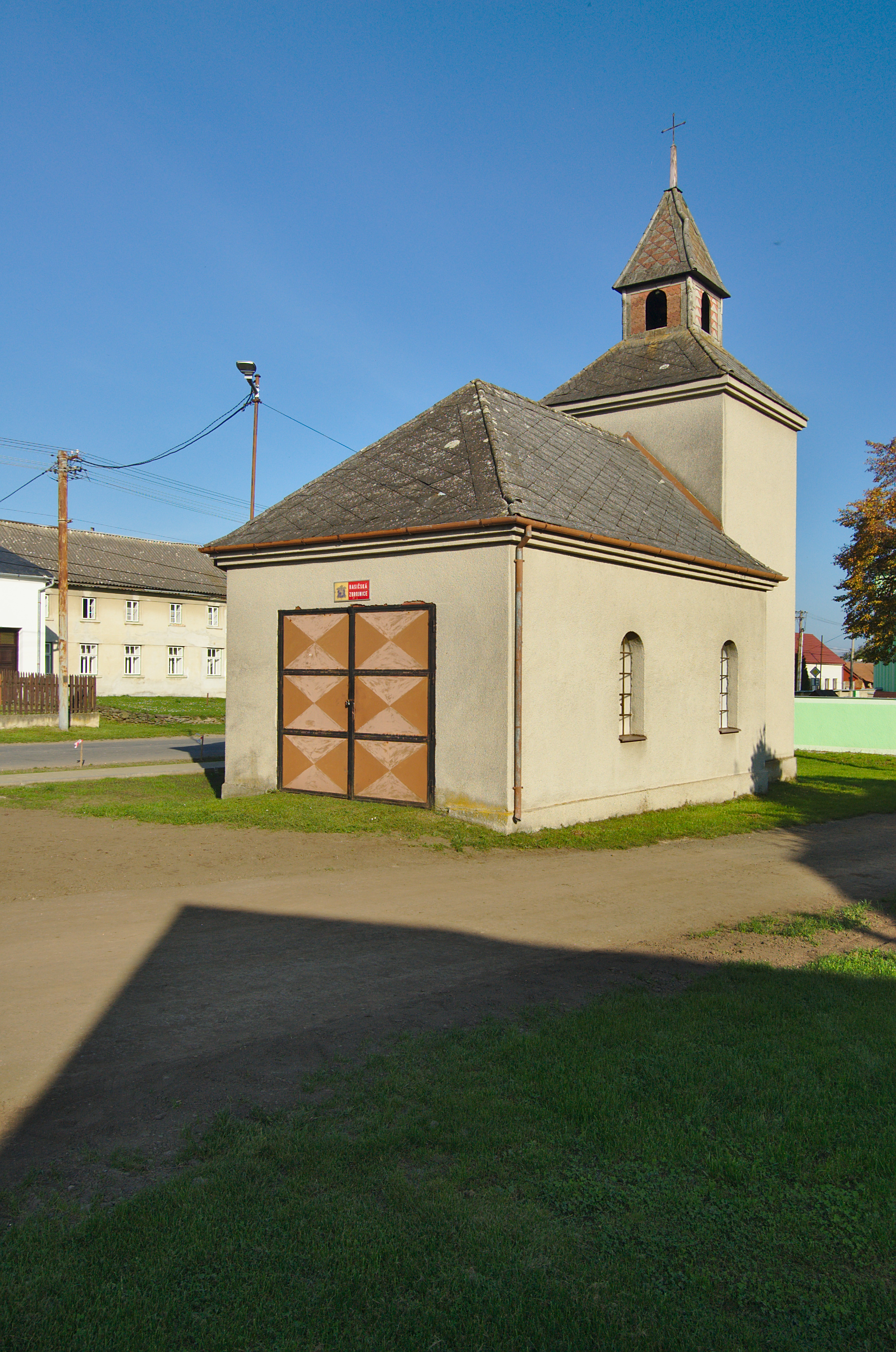
Hasičská zbrojnice
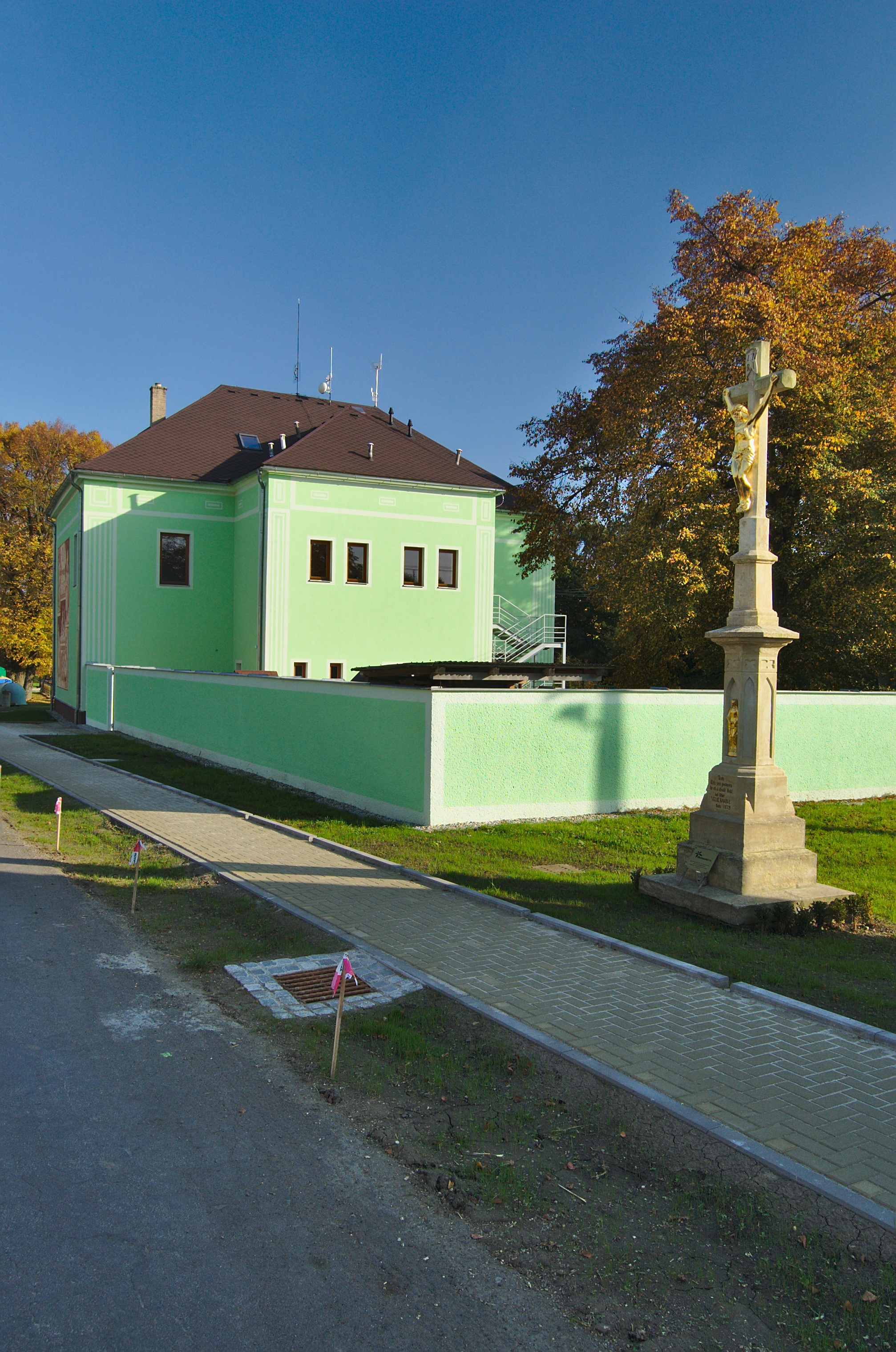
Mateřská škola
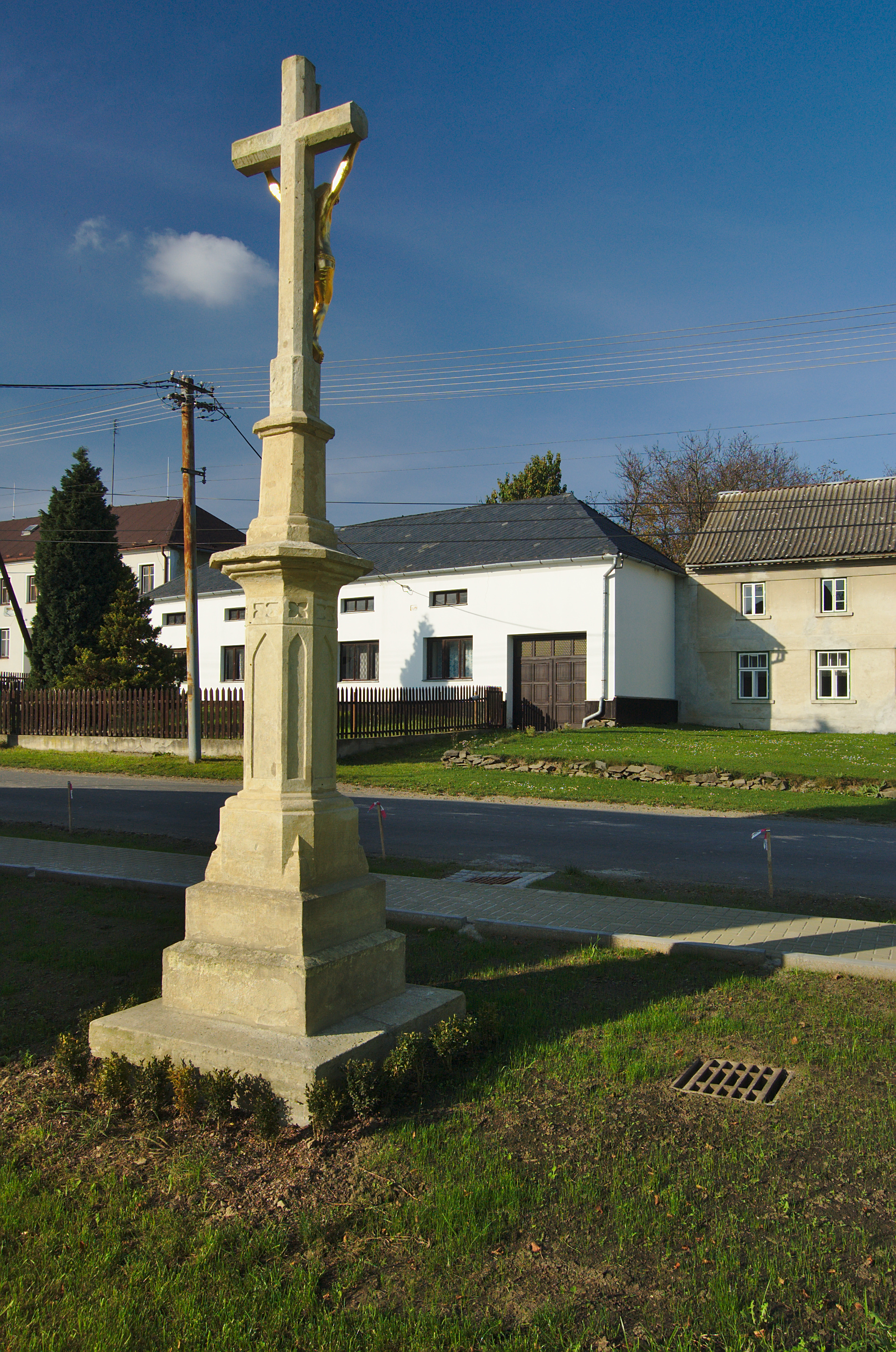
Kříž u kaple
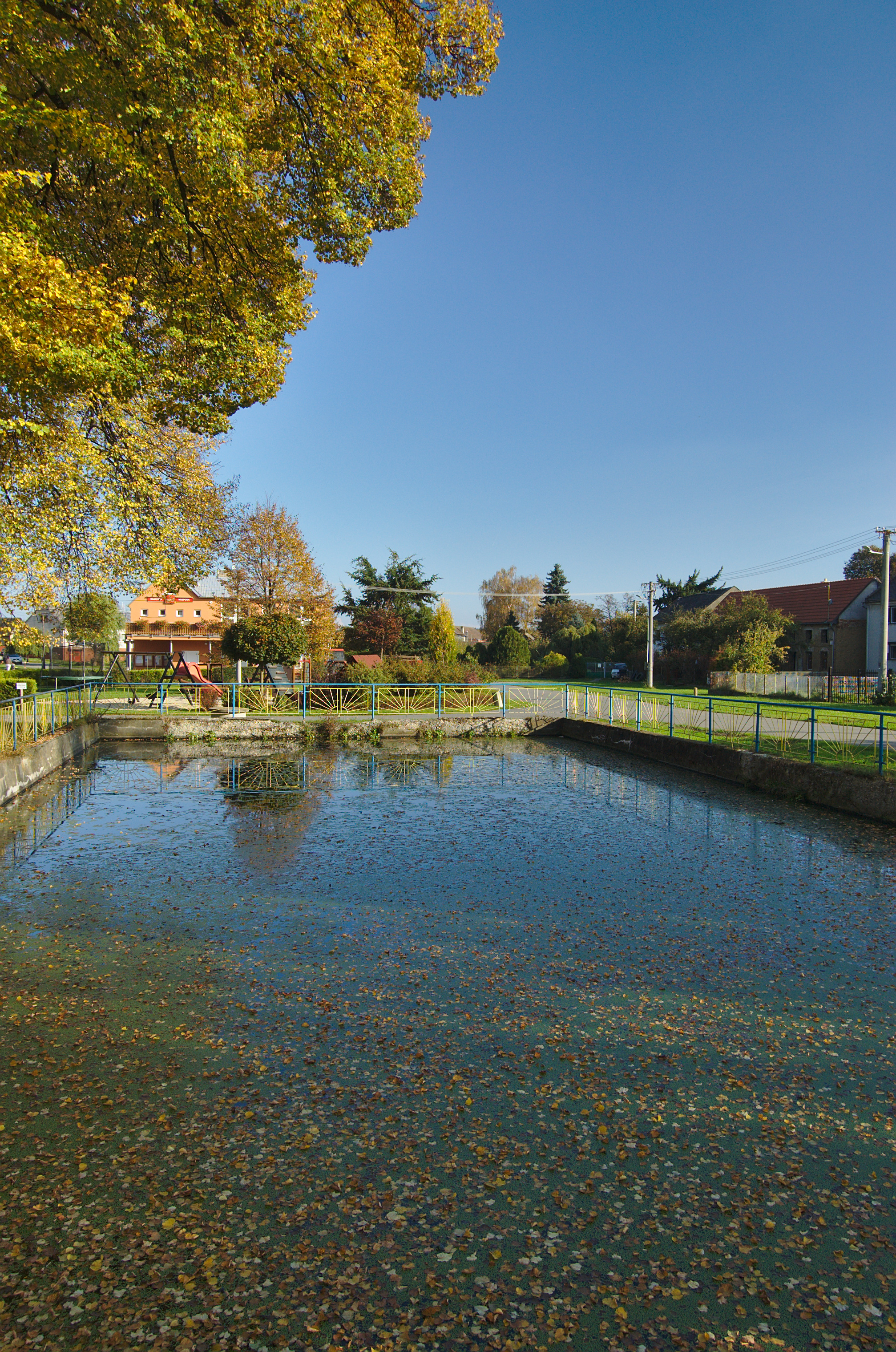
Rybník na návsi
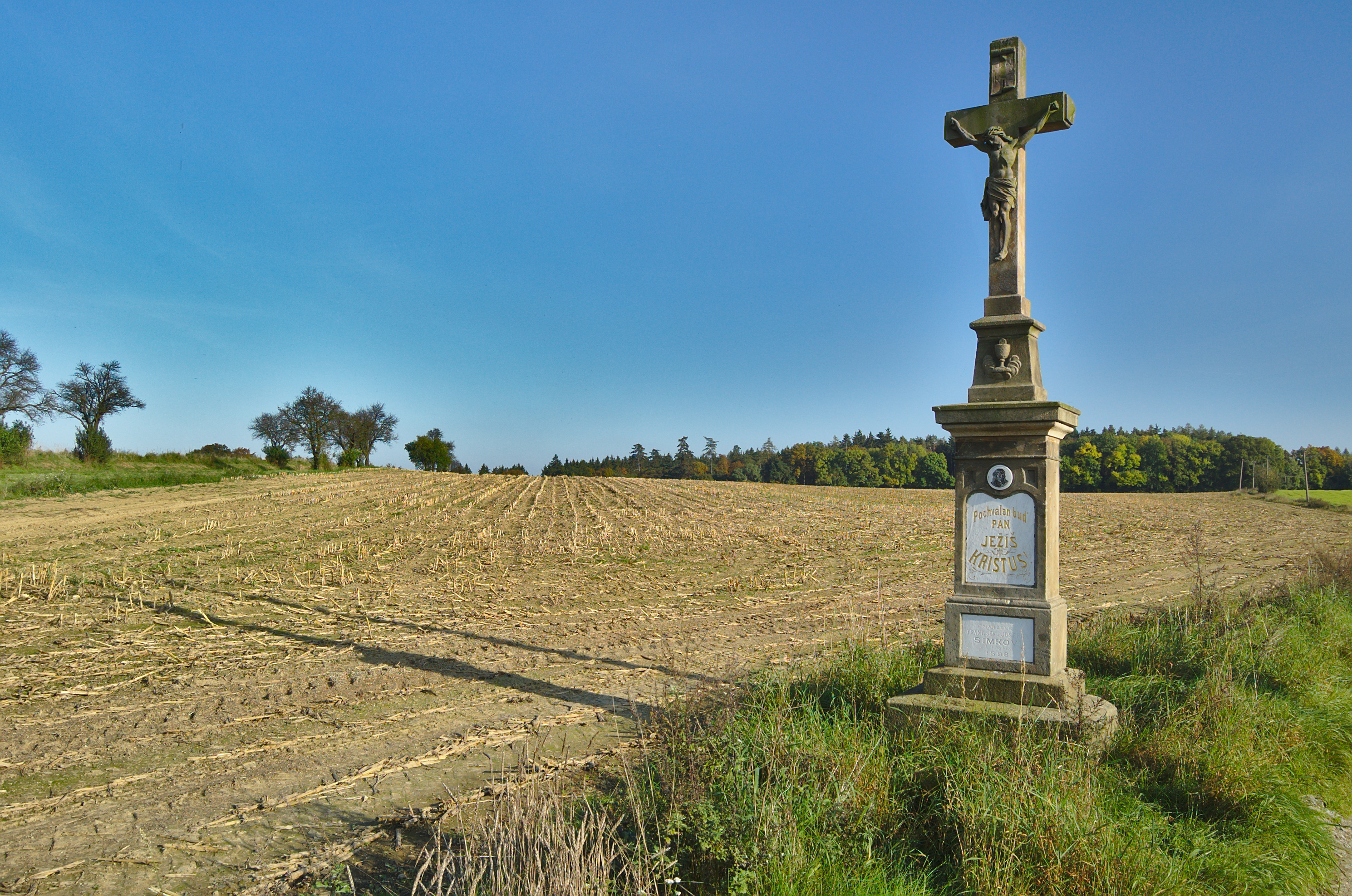
Kříž za obcí u silnice na Krakovec